# Frente de Resistência Nacional do Afeganistão

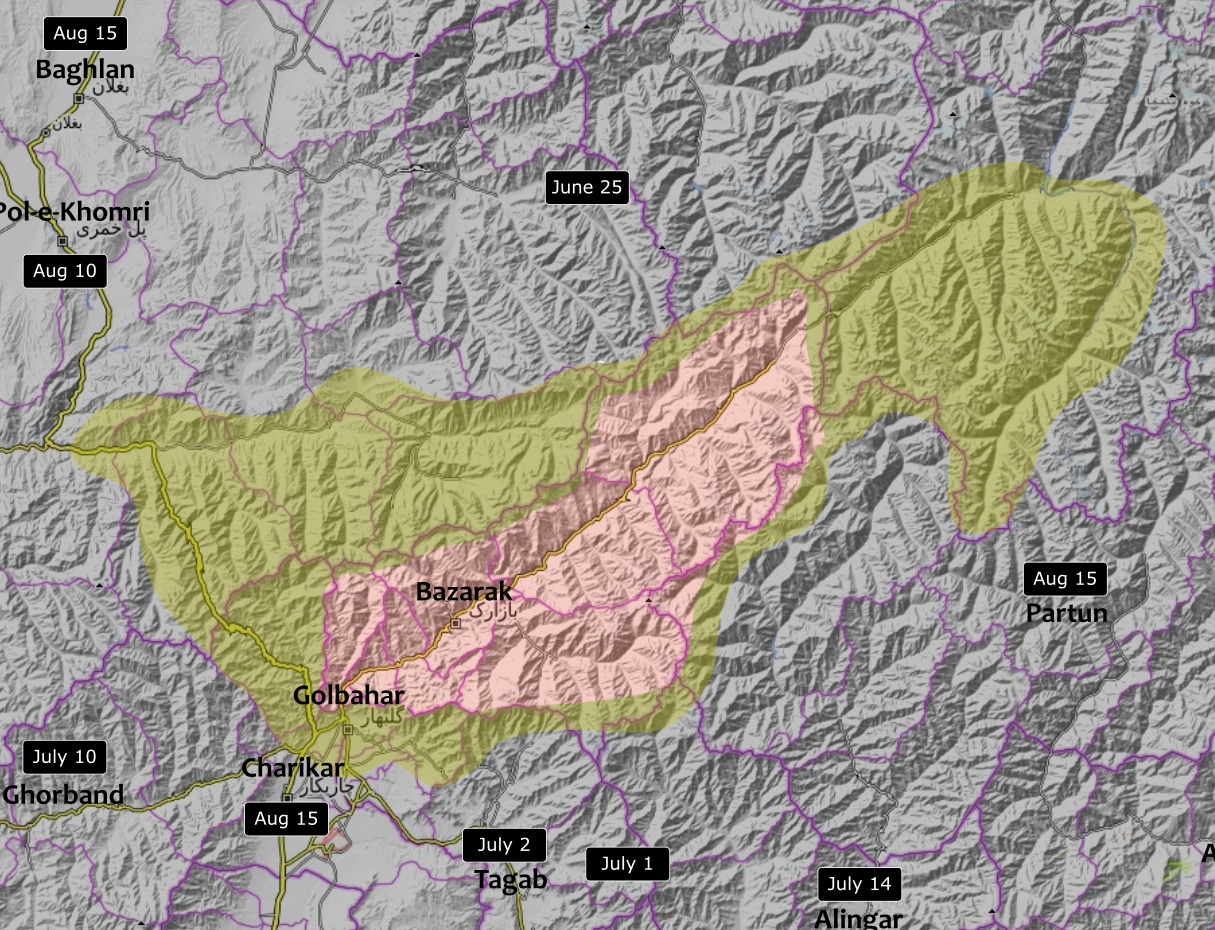
Mapa mostrando o controle de território no Afeganistão, com espaço controlado pela resistência em rosa e áreas disputadas em verde.

Frente de Resistência Nacional do Afeganistão,  também conhecida como Segunda Resistência,  é uma aliança militar de ex-membros da Aliança do Norte e combatentes anti-Talebã, que se refere à República Islâmica do Afeganistão, criado após a ofensiva do Talebã de 2021, sob a liderança do político e líder militar afegão Ahmad Massoud e do ex-vice-presidente do Afeganistão Amrullah Saleh, nascido em Panjshir.
O grupo exerce controle de facto sobre o Vale de Panjshir, que é em grande parte contíguo à província de Panjshir e em agosto de 2021, é a única região fora das mãos do Talibã, apesar da queda de Cabul, a capital do país, e o exílio do presidente afegão Ashraf Ghani nos Emirados Árabes Unidos. A aliança é a única resistência organizada do Talibã no país e possivelmente está planejando uma guerra de guerrilha contra o Talibã. A resistência pediu um "governo inclusivo" do Afeganistão; Especula-se que um de seus objetivos é participar do novo governo afegão.
Em 17 de agosto de 2021, Saleh–aludindo às disposições da Constituição do Afeganistão–proclamou-se presidente do Afeganistão a partir da base de operações no vale de Panjshir e disse que continuaria as operações militares contra o Talibã a partir de lá. Sua reivindicação à presidência foi apoiada por Massoud e o ex-ministro da Defesa afegão Bismillah Mohammadi, junto com a embaixada afegã no Tajiquistão e seu embaixador Mohammad Zahir Aghbar. A resistência Panjshir usa a bandeira do Estado Islâmico do Afeganistão.

## História

### Antecedentes
Panjshir, uma região montanhosa, era uma formidável base de operações para Aliança do Norte original. Foi o lugar de nascimento de Ahmad Shah Massoud, quem a defendeu tenazmente contra os Talibãs como líder da Aliança do Norte na década de 1990, e seu filho e sucessor da resistência Ahmad Masud.
Em 28 de julho de 2021, The Washington Post relataram que os remanescentes da Aliança do Norte estavam se mobilizando sob um guarda-chuva chamado Resistência II. Ahmad Massoud escreveu em um artigo para o Washington Post em 18 de agosto de 2021, pedindo ao resto do mundo que os ajudasse, já que ele admite que a munição e os suprimentos vão acabar a menos que Panjshir possa ser fornecido. Em 17 de agosto, o Vale Panjshir foi–de acordo com um observador–"sitiado por todos os lados", mas não foi atacado diretamente.

### Coalescência em Panjshir

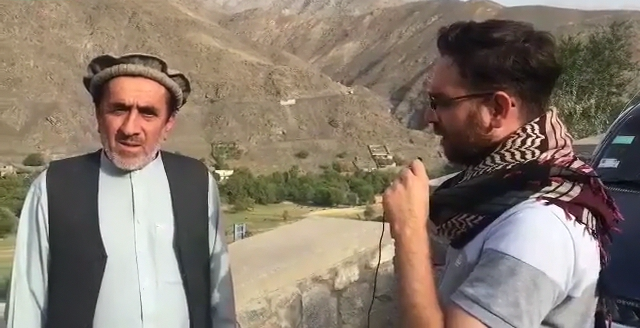
Guerrilheiro da Segunda Resistência entrevistado por um jornalista iraniano.

Após a queda de Cabul, as forças anti-Talibã, incluindo o ex-vice-presidente Saleh, se mudaram para o Vale de Panjshir, a única área do Afeganistão não controlada pelo Talibã, para criar uma nova frente de resistência. Em 17 de agosto de 2021, ex-soldados da etnia tadjique do exército afegão começaram a chegar ao vale de Panjshir, com tanques e veículos de transporte de pessoal em apoio à resistência.
De acordo com relatos não confirmados, o comando de Saleh conseguiu recapturar Charikar, a capital da província de Parwan, que estava nas mãos do Talibã desde 15 de agosto, e os combates haviam começado em Panjshir. Na mesma época, relatos não confirmados indicaram que os remanescentes do Exército Nacional Afegão (ANA) começaram a se reunir no Vale de Panjshir a pedido de Massoud, junto com o Ministro da Defesa Bismillah Mohammadi e comandantes provinciais. Civis locais também responderam aos seus apelos para serem mobilizados.
A resistência Panjshir também afirmou ter o apoio de Abdul Rashid Dostum e Atta Muhammad Nur em 18 de agosto de 2021, enquanto membros do grupo Dostum, que haviam se retirado para Uzbequistão, foram relatados como tendo. 10.000 de seus soldados poderiam unir forças com a resistência Panjshir, criando uma força combinada de 15.000 ou mais. No mesmo dia, funcionários da embaixada afegã no Tajiquistão substituíram as fotos de Ghani no prédio da embaixada pelas de Saleh.

### Província de Baghlan
Em 20 de agosto, um grupo de forças anti-talibã foi organizado na Baghlan, chefiado por Abdul Hamid Dadgar. O grupo assumiu o controle dos distritos Andarab, Pul-e-Hesar e De Salah da Baghlan, matando ou ferindo 60 combatentes do Talibã enquanto o faziam. No meio da tarde, relatórios não confirmados de Panjshir afirmaram que Pul-e-Hesar foi retirado do Talibã, e que a luta ainda estava acontecendo em De Salah e Banu, com a mídia iraniana relatando logo depois disso, primeiro Andarab, e em seguida, De Salah caiu para a resistência.
De acordo com Sediqullah Shuja, um ex-membro das Forças de Segurança Nacional do Afeganistão, as razões para a remoção do Taleban das cidades do vale do Andarab foram as buscas do Taleban em casas particulares, o que foi considerado uma violação do acordo por que o Talibã teve permissão para assumir o controle militar das cidades. Shuja afirmou que os talibãs entraram nas casas "e assediaram as pessoas. Nas nossas aldeias, as pessoas são muito tradicionais e muçulmanas. Não há razão para o Talibã vir e nos ensinar sobre o Islã". O ex-comandante da prisão de Baghlan, Abdul Rahman, afirmou que" Todas as pessoas do vale se levantaram contra o Talibã. Não temos medo dos combatentes do Talibã."

## Reações
- Rússia – O embaixador russo no Afeganistão, Dmitry Zhirnov, classificou a resistência como "condenada" e que a resistência fracassaria. Zhirnov afirmou ainda que a proclamação de Saleh como presidente interino é inconstitucional e acrescentou que eles "não têm perspectivas militares".[22] Zhirnov também declarou seus planos de mediar as negociações entre a Resistência e o Talibã.[23]
- Índia – O ex-chefe do Estado-Maior do Exército e indiano Shankar Roychowdhury disse que o governo da Índia deve estender a mão às forças de resistência baseadas em Panjshir junto com facções do Taleban que podem ser amigas da Índia.[24]